# 華高
華 高（か こう、生年不詳 - 1371年）は、元末明初の軍人。本貫は和州。

## 生涯
至正15年（1355年）、兪通海らとともに巣湖の水軍を率いて朱元璋に帰順した。朱元璋に従って太平を攻め落とし、総管に任じられた。至正16年（1356年）、采石・方山の兵を破った。集慶・鎮江を下し、秦淮翼元帥に転じた。鄧愈とともに広徳を攻撃した。広徳の守将は城下で兵を厳しく統制しており、華高が数騎で戦いを挑んでも、元兵は挑発に乗らず堅陣を崩さなかった。華高は強襲して敵陣を撃破し、広徳城を奪取した。常州平定に従い、僉行枢密院事に進んだ。至正19年（1359年）、兪通海の副将として趙普勝を柵江営で撃破した。陳友諒を破り、長興を救援し、武昌を攻め落とした。湖広行省左丞に任じられた。水軍を率いて従軍し、淮東を攻め落とし、浙西を奪取した。湖広行省平章政事に進んだ。洪武3年（1370年）、広徳侯に封じられた。
華高は臆病な性格で、子もなかったため、志願して洪武帝（朱元璋）の宿衛をつとめた。征討があっても、病と称して行かなかった。水軍の調練を命じられたが、口下手で同じ言葉を繰り返すばかりだった。洪武帝は旧誼のためにこれを容認していた。このころ勲臣たちの多くは辺境に出向していたが、ひとり華高だけは派遣されていなかった。広東の辺海城堡の修繕の任務があり、華高はこれに志願して赴いた。洪武4年（1371年）4月、修繕工事を完了させた。瓊州で死去した。巣国公に追封された。諡は武荘といった。
甥の華岳が指揮僉事に任じられた。